# Murrupula
Murrupula es una villa y también uno de los veintiún distritos que forman la provincia de Nampula en la zona septentrional de Mozambique, región fronteriza con las provincias de Cabo Delgado de Niassa y de Zambezia . Región ribereña del Océano Índico con costas sobre el Canal de Mozambique.
La sede de este distrito es la villa de Murrupula.

## Geografía
Distrito localizado al sudoeste de la capital provincial.
Limita al norte, al noroeste y al oeste con el distrito de Ribaué, al sur con Gilé de la provincia de Zambezia, al este con Mogovolas y al noroeste con Nampula.
Tiene una superficie de 3 095 km² y según datos oficiales de 1997 una población de 101 745 habitantes, lo cual arroja una densidad de 32,8 habitantes/km². En el año 2005 contaba con una población de 122 028 habitantes.

## División administrativa
Este distrito, formado por cinco localidades, se divide en tres puestos administrativos (posto administrativo), con la siguiente población censada en 2005:
- Murrupula, 83 763 (Kazuzu y Namitotelane).
- Chinga, 8 157.
- Nehessine, 30 109.